# Bucaspor Kulübü Derneği
O Bucaspor Kulübü Derneği (mais conhecido como Bucaspor) foi um clube multidesportivo turco com sede em Buca, cidade da Esmirna, fundado em 11 de março de 1928 e dissolvido em 1 de setembro de 2020 por conta do agravamento da situação financeira do clube causado pela pandemia de COVID-19 no país. Atuou nas modalidades do basquetebol, do voleibol e, principalmente, do futebol. Suas cores eram o amarelo e o azul. 
No futebol, disputava as Ligas Regionais Amadoras após ter sido rebaixado da Quarta Divisão Turca na temporada 2018–19. 
Possuía rivalidades locais e regionais com  Karşıyaka, Altayspor e Altınordu, porém mantinha uma relação amistosa com o Göztepe. 
Mandou seus jogos na Buca Arena, com capacidade máxima para 8 800 espectadores.

## Títulos
- Liga de Futebol de Esmirna (1): 1937–38
- Quarta Divisão Turca (1): 1989–90
- Terceira Divisão Turca (1): 2008–09
- Taça TSYD (1): 2008

### Campanhas de Destaque
- Segunda Divisão Turca (Vice–campeão): 2009–10
- Copa da Turquia (quartas–de–final): 2010–11